# 343
343 (CCCXLIII) je bilo navadno leto, ki se je po julijanskem koledarju začelo na soboto.

## Dogodki
- 1. januar

## Rojstva
- Kumaradživa, kitajski budistični filozof († 413)

## Smrti
- Ge Hong, daoistični alkimist (* 283)